# Ascarina polystachya
Ascarina polystachya är en tvåhjärtbladig växtart som beskrevs av J.R. Forster och G. Forster. Ascarina polystachya ingår i släktet Ascarina och familjen Chloranthaceae. Inga underarter finns listade i Catalogue of Life.

## Bildgalleri

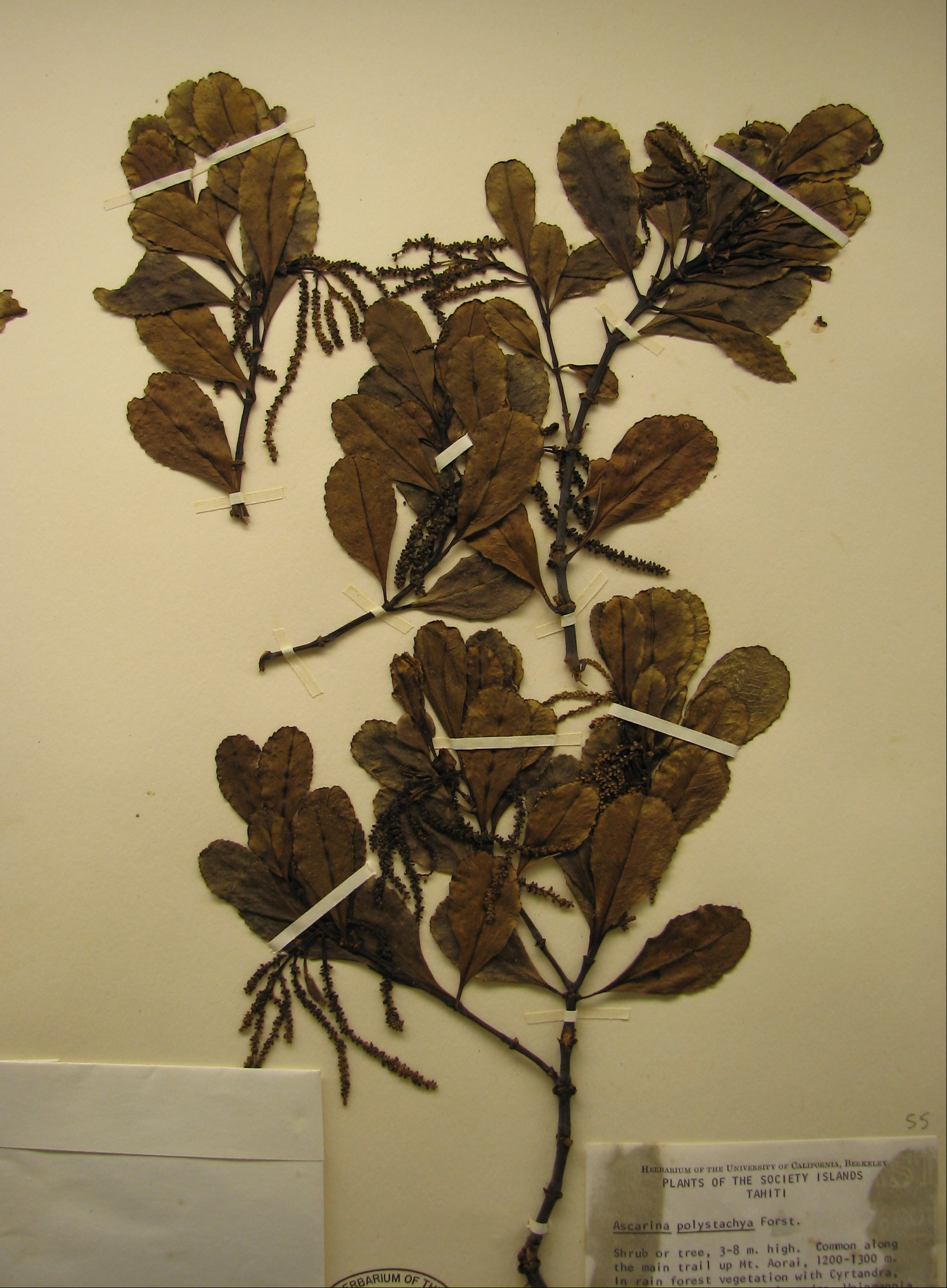